# Valeriana pardoana
Valeriana pardoana är en kaprifolväxtart som beskrevs av Graebner. Valeriana pardoana ingår i släktet vänderötter, och familjen kaprifolväxter. Inga underarter finns listade i Catalogue of Life.